# 윤기배
윤기배(尹基培, 1983년 1월 31일 ~ )은 대한민국의 제8대 대구광역시의원이다.

## 학력
- 불로국민학교 졸업
- 신암중학교 졸업
- 대구공업고등학교 졸업
- 대구한의대 아동복지학과 졸업

## 경력
- 팔공산미나리 능성영농조합 대표
- 미래통합당 대구시당 동구 을 당원협의회 소상공인위원장
- 미래통합당 대구시당 청년위원회 부위원장
- 2020.04 ~ 2022.06 제8대 대구광역시의회 의원
- 2020.04 ~ 2020.07 제8대 대구광역시의회 전반기 건설교통위원회 위원
- 2020.07 ~ 2022.06 제8대 대구광역시의회 후반기 기획행정위원회 부위원장

## 수상
- 대구광역시장 표창
- 자유한국당 대구시당 제1기 청년정치연수원 수료

## 역대 선거 결과
| 실시년도 | 선거        | 대수 | 직책   | 선거구              | 정당       | 득표수    | 득표율          | 순위 | 당락 | 비고           |
| -------- | ----------- | ---- | ------ | ------------------- | ---------- | --------- | --------------- | ---- | ---- | -------------- |
| 2020년   | 4·15 재보선 | 8대  | 시의원 | 대구 동구 제3선거구 | 미래통합당 | 28,324 표 | \| \| 63.09% \| | 1위  |      | 초선, 민선 7기 |
|          | 63.09%      |      |        |                     |            |           |                 |      |      |                |